# Clinton (Iowa)
Clinton ist eine Stadt im Osten des US-amerikanischen Bundesstaates Iowa und Verwaltungssitz des Clinton County am Mississippi.
Im Jahr 2020 hatte die Stadt 24.469 Einwohner. Gemeinsam mit DeWitt – das ebenfalls im Clinton County liegt – ist die Stadt nach DeWitt Clinton (1769–1828) benannt worden, dem 7. Gouverneur von New York. Clinton ist die führende Stadt in der Clinton Micropolitan Statistical Area.

## Geschichte
Unter den ersten europäischen Siedlern, die in die Umgebung des heutigen Clinton kamen, war es Elijah Buell, der ein Blockhaus errichtete und am 25. Juli 1835 den nach der französischen Stadt benannten Ort Lyons gründete.
Clinton wurde im Jahre 1836 als New York von Joseph Bartlett planmäßig angelegt.
Im März 1837 kauften Noble und Sarah Gregory Perrin 136 Acres (55 ha) Land, auf dem heute die Stadt Clinton steht. Die Familie wohnte in einer Hütte, die auf einer Stelle stand, die sich zu Füßen der heutigen Eisenbahnbrücke befindet. Die älteste Tochter der Familie, Valerie, heiratete Dr. Augustus Lafayette Ankeny, der am Black-Hawk-Krieg teilgenommen hatte und 1850 nach Lyons kam. Mit Mary Perrin wurde am 26. September 1837 das erste Kind europäischer Abstammung in Clinton geboren. Im Jahre 1839 bestand die Stadt ähnlich den meisten frühen Flussstädten lediglich aus einer Reihe versprengter Hütten, zwei Läden und einem Gasthaus. Im Jahre 1855 gab die Chicago, Iowa, Nebraska Railroad bekannt, dass ein Flussübergang bei Little Rock Island, in unmittelbarer Nähe von Bartletts Siedlung, gebaut werden soll. Die Iowa Land Company organisierte den Aufkauf von Bartletts Land und benannte am 4. Juli 1855 die darauf befindliche Siedlung zu Ehren des Gouverneurs von New York in Clinton um.
Am 10. November 1855 wurde erstmals ein Kataster von Clinton erstellt, auf dessen Grundlage eine Flurkarte erstellt wurde. Im Juni 1859 wurde die Eisenbahnlinie nach Cedar Rapids, Iowa fertiggestellt. Der erste Zug überquerte vom Illinois-Ufer kommend die Insel Little Rock Island am Mittag des 9. Januar 1860 und setzte auf das Iowa-Ufer über. Im Januar 1864 wurde mit dem Bau einer Brücke vom Iowa-Ufer nach Little Rock Island begonnen, die am 6. Januar 1865 fertiggestellt wurde. Die ursprünglich einspurige Eisenbahnbrücke wurde 1909 durch eine zweigleisige ersetzt. Die erste Straßenbrücke von Lyons nach Fulton, Illinois, wurde 1891 gebaut und 1975 durch die heutige Konstruktion ersetzt.
Die erste öffentliche Schule wurde in einem Blockhaus neben der Mühle eingerichtet, welches im Winter 1855–56 errichtet wurde.
Von den 1850er Jahren bis 1900 wurden die Städte Lyons und Clinton schnell zu Zentren der Holzindustrie, und man sprach von der Lumber Capital of the World (Welthauptstadt der Holzindustrie). Riesige Holzflöße kamen aus Wisconsin und Minnesota, um in Clinton und Lyons zu Bauholz verarbeitet zu werden. Von dort wurden sie zu den wachsenden Städten verschifft oder mit der Eisenbahn transportiert. Firmen wie W.J. Young, Chancy Lamb, Curtis Bros. & Co., David Joyce und Friedrich Weyerhäuser wurden bald zu den größten im ganzen Land. In den 1880er und 1890er Jahren rühmte sich Clinton, 13 Millionäre – mehr als jede andere Stadt in den USA – zu seinen Einwohnern zählen zu können. Das aufwändigste Fest, das je in Clinton gefeiert wurde, war der Debütantinnenball von Emma Lamb und der 20. Hochzeitstag ihrer Eltern, Artemus und Henrietta Sabrina Smith Lamb, im Oktober 1885. Daran nahmen mit F.C. Weyerhauser ein weiterer Holzmagnat sowie mehrere hundert weitere Gäste teil.
Um 1900 endete diese Zeit, da die Wälder im Norden weitestgehend abgeholzt waren. Die Sägemühlen schlossen, aber die Eisenbahn und der Fluss boten eine gute Verkehrsanbindung in alle Richtungen, sodass sich Fabriken und Schwerindustrie ansiedelte. Die Stadt rühmte sich nach wie vor ihrer zahlreichen prunkvollen viktorianischen Herrensitze, so auch des Hauses der Familie Curtis, das heute den Clinton Woman’s Club beherbergt.
Die erste Straßenbrücke zwischen Lyons und Fulton wurde 1891 errichtet und 1975 durch die Mark N. Norris Bridge ersetzt. Die zweite Straßenbrücke von Clinton, die Clinton High Bridge, wurde 1892 fertiggestellt und im Jahr 1956 durch die Gateway Bridge ersetzt.
Die American Protective Association, eine anti-katholische Organisation, wurde am 13. März 1887 von dem Rechtsanwalt Henry Francis Bowers in Clinton gegründet.
1941 gewann das Team der Clinton High School unter ihrem Trainer Howard Judd den ersten (von insgesamt elf) Meistertiteln von Iowa im Schwimmen. Zwischen 1954 und 1958 folgten fünf aufeinanderfolgende gewonnene Meisterschaften. Zu den Erfolgen von Sportlern aus Clinton kamen 1953 der Gewinn der Basketballmeisterschaft von Iowa und 1991 der Gewinn der Midwest League Baseball Championship durch die Clinton Giants.
Am 27. April 1951 erreichte der Pegelstand des Mississippi 6,30 m, am 26. April 1952 6,40 m. All dies war nur ein Vorgeschmack auf den 28. April 1965 mit dem Rekordpegelstand von 7,57 m.
2005 wurde Clinton gemeinsam mit Coon Rapids und Sioux City in die Liste der Iowa Great Places (bedeutendste Orte Iowas) aufgenommen. Dies brachte für die Stadt eine Zuwendung von 1 Mio. $ aus dem Etat für Kultur und Landschaftspflege des Staates Iowa zur Verschönerung seiner Bauten entlang des Flussufers.

## Wirtschaft
Die größten Arbeitgeber in Clinton sind:
- Archer Daniels Midland (ADM), aus einem Mühlenbetrieb hervorgegangener Lebensmittelkonzern
- Ashford University, private Universität
- Bemis Clysar, Verpackungsmittelhersteller
- DairyPak, Verpackungshersteller, Tochterunternehmen der Evergreen Packaging Company
- DM Services Inc., Tochterunternehmen von Swiss Colony, einem Versandhaus für Käsespezialitäten und Süßwaren
- Collis Inc.
- Custom Pak, Inc, Hersteller von Kunststoff-Gussteilen
- Data Dimensions, Dienstleister und Systemhaus
- Lamson & Sessions, Hersteller von Wasserinstallations- und Elektroartikeln
- Lyondell Chemical Company, Filiale des Chemiekonzerns
- Medical Associates, Krankenhaus
- Mercy Medical Center, Krankenhaus
- Nestlé-Purina, Hersteller von Tiernahrung, zum Nestlé-Konzern gehörig
- Rock-Tenn Company, Hersteller von Papier und Verpackungsmittleln
- Sethness Products Company, Lebensmittelkonzern

## Parks und Freizeiteinrichtungen
Clinton hat viele Parkanlagen. Die bekanntesten sind der Eagle Point Park und der Riverview Park. Das Bickelhaupt Arboretum ist ein gemeinnützig geführtes Arboretum mit einer der größten Sammlungen von Zwergkoniferen in Nordamerika.

## Kultur und Sport
- Ashford University (früher The Franciscan University and Mount St. Clare College)[10]
- Clinton Community College[11]
- Clinton LumberKings, Baseballteam, Farmteam der Seattle Mariners in der Minor League Baseball[12]
- Kunstverein Clinton[13]
- Clinton Area Showboat Theater[14]
- Museum der Historischen Gesellschaft von Clinton[15]
- Sinfonieorchester von Clinton[16]
- Zeitgenössisches Ballett[17]

## Architektur

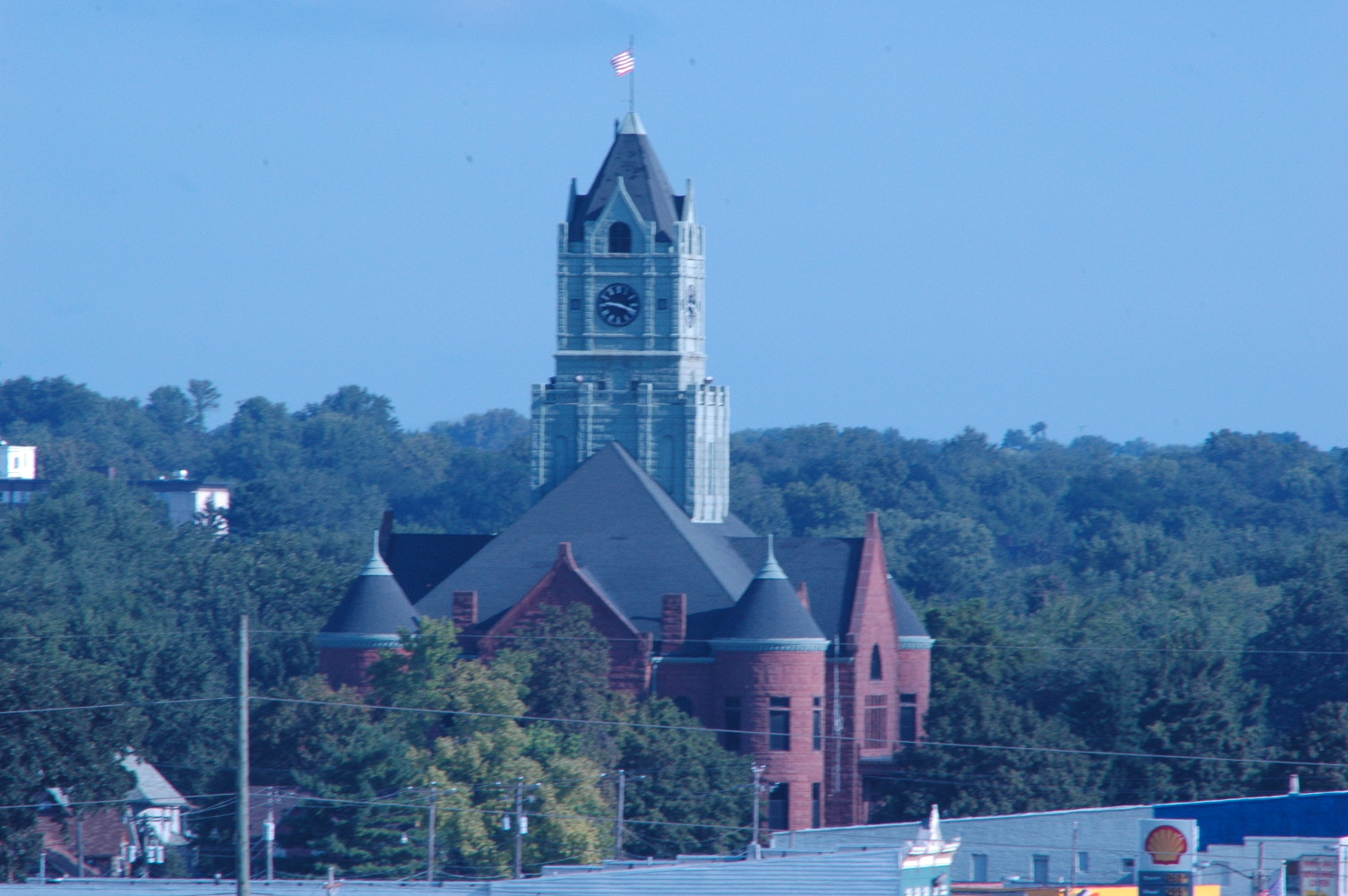
Gerichtsgebäude des Clinton County

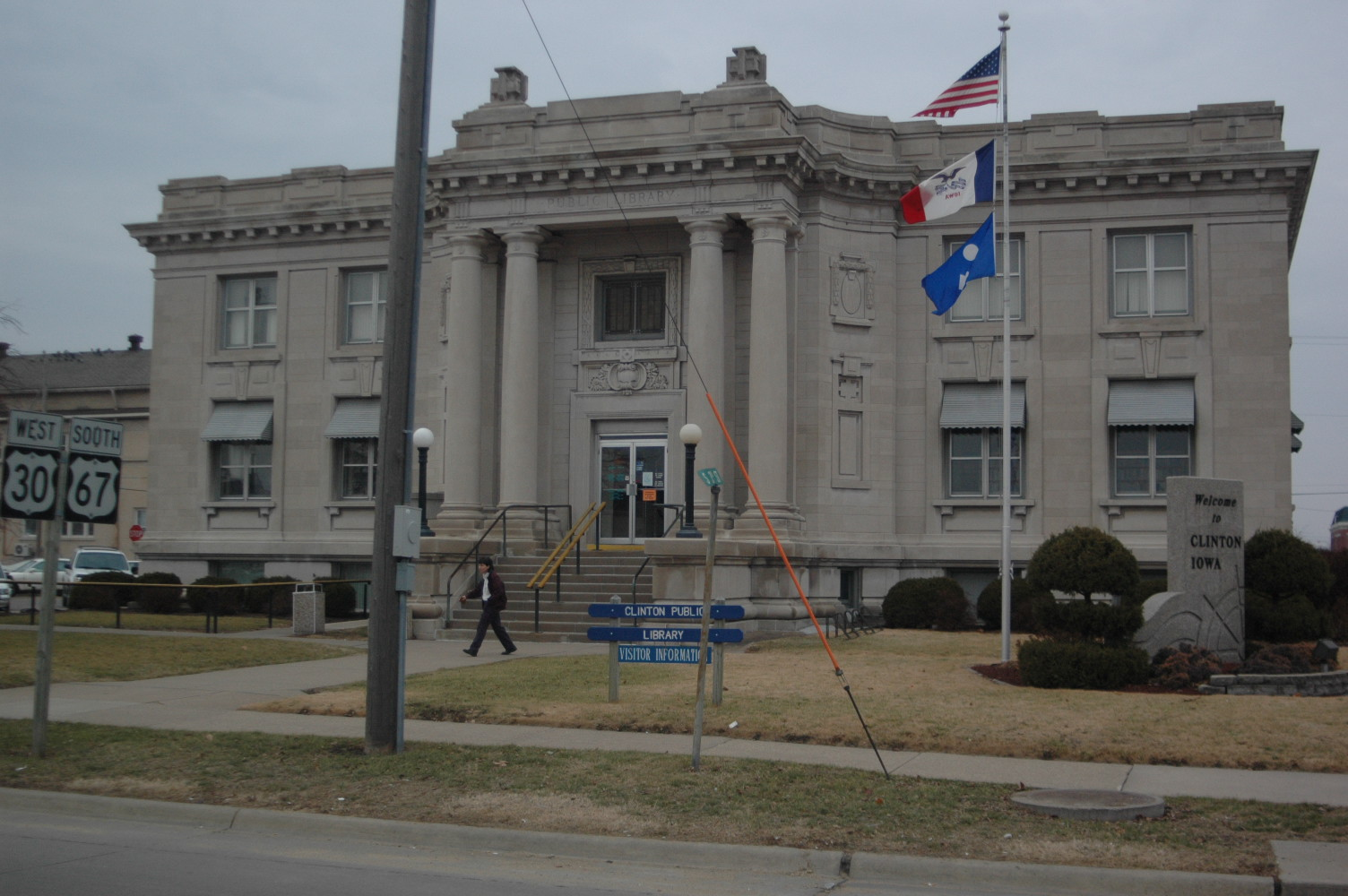
Die Öffentliche Bibliothek Clinton

- Das Van Allen Building, das in der National Historic Landmarks aufgenommen wurde, wurde vom Architekten Louis Sullivan 1914 errichtet.

Folgende Gebäude fanden Aufnahme in das National Register of Historic Places:
- Clinton County Courthouse, 1892–1897 von den Architekten Stanley Mansfield und Josiah Rice im neoromanischen Stil errichtet. Die Außenwände sind aus rotem Sandstein und Granit. Das aus Kupfer bestehende Turmdach hat sich im Laufe der Zeit mit einer grünen Patina überzogen. Der bekannte Architekt Claire Allen aus Jackson, Michigan arbeitete ebenfalls an dem Gebäude.[18]
- Clinton Public Library, finanziert von Andrew Carnegie und 1903/04 nach einem Entwurf des Chicagoer Architekturbüros Patton & Miller im neoklassizistischen Stil erbaut.
- Lafayette Lamb Home (YMCA), 1877 vom Architekten W. W. Sanborn errichtet und 1906 umgebaut. Das Haus war ursprünglich im Empire-Stil errichtet worden, bei der „Modernisierung“ 1906 wurde es in einem Stil umgewandelt, der stark an die Georgianische Architektur angelehnt ist.
- City National Bank (First National Bank), von John Morrell & Son neoklassizistischen Stil entworfen und 1912/13 errichtet
- Howes Building, 1900 für Edward Madison Howes von Architekt Josiah Rice im Stil der Neorenaissance errichtet
- Ankeny Building, erbaut 1930 nach einem Entwurf des Chicagoer Architekten Harold Holmes im Art-déco-Stil.
- Moeszinger-Marquis (Armstrong) Building, entworfen und von Josiah Rice und 1891 von William Bentley für die Clinton Produce Company errichtet. 1907 erwarb die Firma Baldwin Bros. das Gebäude für den eigenen Eisenwarengroßhandel, 1912 folgte dieser die Moeszinger-Marquis Hardware Company. 1941 kaufte R. W. Armstrong das Gebäude.
- George M. Curtis Mansion (Women’s Club), 1883/84 im Queen Anne Style errichtet
- Castle Terrace Historic District, ursprünglich 1892 angelegt, um Städteplanern, Architekten und Bauleuten die Produkte und Technologien der Curtis Company darzubieten. Architektonisch dominiert insbesondere die Nachbildung des Tudorstils.
- Cherry Bank, errichtet 1870/71

## Demografische Daten
Nach der Volkszählung im Jahr 2010 lebten in Clinton 26.885 Menschen in 11.246 Haushalten. Die Bevölkerungsdichte betrug 291,9 Einwohner pro Quadratkilometer. In den 11.246 Haushalten lebten statistisch je 2,33 Personen.
Ethnisch betrachtet setzte sich die Bevölkerung zusammen aus 91,0 Prozent Weißen, 4,3 Prozent Afroamerikanern, 0,4 Prozent amerikanischen Ureinwohnern, 0,7 Prozent Asiaten sowie 1,1 Prozent aus anderen ethnischen Gruppen; 2,5 Prozent stammten von zwei oder mehr Ethnien ab. Unabhängig von der ethnischen Zugehörigkeit waren 3,3 Prozent der Bevölkerung spanischer oder lateinamerikanischer Abstammung.
23,1 Prozent der Bevölkerung waren unter 18 Jahre alt, 59,8 Prozent waren zwischen 18 und 64 und 17,1 Prozent waren 65 Jahre oder älter. 51,5 Prozent der Bevölkerung war weiblich.
Das jährliche Durchschnittseinkommen eines Haushalts lag bei 41.911 USD. Das Pro-Kopf-Einkommen betrug 21.908 USD. 15,9 Prozent der Einwohner lebten unterhalb der Armutsgrenze.

## Söhne und Töchter der Stadt
- Felix Adler, „King of Clowns“, trat 28 Jahre lang im Ringling Bros. and Barnum & Bailey Circus auf
- John Delbert Van Allen, Kurzwarenhändler und Kaufhausbesitzer
- George Allesee früherer Baseballspieler bei den Chicago White Sox
- Matthew Bentley (* 1979), Wrestler in der Total Nonstop Action Wrestling
- Marquis Childs, Kolumnist und Gewinner des Pulitzer-Preises
- Steve Cramer, Finanzchef und Verwaltungsdirektor von Mercury Marine (weltgrößter Hersteller von Bootsmotoren)
- Muriel Frances Dana, Kinderdarstellerin in Stummfilmen
- Robert Drouet, Schauspieler und Drehbuchschreiber
- Larry Mac Duff, Footballprofi
- Artemus Gates, Veteran des Ersten Weltkrieges, Bankier, im Zweiten Weltkrieg stellvertretender Marineminister
- Salvatore Giunta (* 1985), US-amerikanischer Staff Sergeant der US Army, Träger der Medal of Honor
- David Carl Hilmers (* 1950), NASA-Astronaut
- Robert Bruce Horsfall, Illustrator
- David Joyce (* 1957), Holzfabrikant und Politiker
- W. H. D. Koerner, Illustrator
- William S. Jacobsen (1887–1955), Kongressabgeordneter
- Chancy Lamb, Holzfabrikant
- Raymond J. Lynch, Jurist, Gerichtspräsident
- F. James „Jim“ Milan (1922–2023), Jazz-, Blues- und Country-Musiker
- Peggy Moran, Filmschauspielerin
- Allen E. Paulson, Manager von Gulfstream Aerospace
- Edith Potter (1901–1993), Pathologin
- Lillian Russell (1861–1922), Sängerin und Schauspielerin
- William Theisen, Gründer der Restaurantkette Godfather’s Pizza
- Zach Villa, Schauspieler
- Krista Voda, Sportreporterin
- LaMetta Wynn, erste afroamerikanische Bürgermeisterin in Iowa
- Karl Young (1879–1943), Theaterwissenschaftler, Mediävist und Universitätsprofessor
- W.J. Young, Holzfabrikant

### Personen, die in Clinton gewirkt haben
- Judith Ellen Foster, Anwältin, Rechtsdozentin, Vorstandsvorsitzende der Woman’s Christian Temperance Union, eine frühe Vertreterin des Feminismus
- Dale Allan Gardner (1948–2014), NASA-Astronaut
- Bernhard M. Jacobsen (1862–1936), Kongressabgeordneter
- Hans-Ulrich Klose (1937–2023), deutscher Politiker, weilte als Austauschschüler in Clinton